# لبه سیگنال

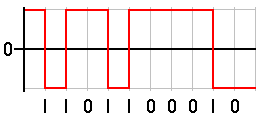

در الکترونیک به تبدیل یک سیگنال دیجیتال از سطح منطقی بالا به پایین (۱ به ۰) یا پایین به بالا (۰ به ۱) لبهٔ سیگنال می‌گویند. برای همین از واژهٔ "لبه" استفاده می‌شود که یک سیگنال موج مربعی در این نقاط لبه دارد. (مانند نگاره روبرو)
به تبدیل از سطح پایین به بالا (۰ به ۱) لبهٔ بالارونده یا صعودی یا لبهٔ مثبت می‌گویند. هنگامی که می‌گوییم یک مدار با لبهٔ بالارونده رها می‌شود یعنی هنگامی که پالس ساعت از سطح پایین به بالا می‌رود فعال شده و تبدیل سطح بالا به پایین را در نظر نمی‌گیرد.
به تبدیل از سطح بالا به پایین (۱ به ۰) لبهٔ پایین‌رونده یا لبهٔ منفی می‌گوییم. هنگامی که مداری با لبهٔ پایین رونده رها شود در صورتی مدار فعال می‌شود که پالس ساعت از سطح بالا به پایین بیاید و تبدیل سطح پایین به بالا را نادیده می‌گیرد.
لبهٔ پیشتاز یا مقدم رویدادی است که با رسیدن جلوی پالس ساعت رها می‌شود. اگر پالس ساعت در t=۰ شروع شود، اولین اتفاق در موقعیت t=۱ رها خواهد شد.
لبهٔ پشتی یا موخر برعکس لبهٔ پیشتاز رویدادی است که با رسیدن پشت پالس ساعت رها می‌شود. اگر پالس ساعت در t=۰ شروع شود نخستین اتفاق در موقعیت t=۰ رها خواهد شد.
عبارت‌های لبهٔ جلویی یا لبهٔ پیشتاز و لبهٔ پشتی یا لبهٔ موخر موقعیت نسبی را در پالس ساعت مشخص می‌کنند.